# 山中大介 (実業家)
山中 大介（やまなか だいすけ、1985年12月24日 - ）は、日本の実業家・株式会社SHONAI代表取締役。

## 概要
1985年12月24日、東京都大田区の出身。2004年、慶應義塾高等学校を卒業。2008年、慶應義塾大学環境情報学部を卒業。三井不動産に入社、大型商業施設〈ららぽーとTOKYO-BAY〉の開発・運営を担当。2014年8月、山形県鶴岡市にYAMAGATA DESIGN株式会社〈ヤマガタデザイン:YD〉を資本金10万円で設立して代表取締役に就任 。2017年9月1日、FARMER’S DINING CAFE IRODORI開業。2018年、移住転職サイト「ショウナイズカン」を開設。6月20日、「IRODORI FARM」プロジェクトを立ち上げ。9月、鶴岡サイエンスパーク内 にSHONAI HOTEL SUIDEN TERRASSE「スイデンテラス」(設計者坂茂:119室)を開業。2019年、YAMAGATA DESIGN AGRI株式会社を設立して有機野菜の生産を開始。11月、有機米デザイン株式会社を設立。東京農工大学と共同研究契約を締結
。2020年3月23日、YAMAGATA DESIGN RESORT株式会社〈ヤマガタデザインリゾート:YDR〉を設立。4月、子どもたちの教育施設「キッズドーム ソライ」(荻生徂徠より命名:放課後児童クラブ〉を開所。鶴岡市立農業経営者育成学校(SEADS)を開校。電気料金の一部が教育に投資される電力「ソライでんき」のサービス開始。7月21日、クールジャパン機構が最大15億円の出資決定。11月17日、ヘルジアンウッド(富山県立山町)と水田姉妹施設協定を締結。2021年、地域の農家と連携した高品質な野菜ブランド「SHONAI ROOTS」の通販サイトをオープン。4月26日、日産自動車と「電気自動車を活用したまちづくり連携協定」を締結。5月25日、TDKと街づくり協定を締結・TDKから第三者割当増資で2億円を調達。9月15日、若手生産者組織F.A.I.Nと連携協定を締結。11月4日、UIターン地方移住を実現させる「チイキズカン」プロジェクト始動。2022年6月10日、有機米デザインが井関農機から2億円を調達アイガモロボ販売に向け連携強化。千葉県木更津市のクルックフィールズと有機農業の生産性向上で連携。8月19日、バイオシードテクノロジーズ株式会社と戦略パートナーシップ契約を締結。12月15日、ニッポン新事業創出大賞 経済産業大臣賞と地方創生賞を史上初のダブル受賞。2023年4月18日、来年4月から社名を「SHONAI（ショウナイ）」に変更することを発表。2024年1月29日、株式会社日本エスコン（現：エスコン）とともに、日本全国に『農』をコンセプトとしたホテル「(仮称)SUIDEN RESORT」を展開。4月1日、株式会社SHONAIへ社名変更。

## 役職
- 株式会社SHONAI代表取締役
- 株式会社NEWGREEN代表取締役CEO[43]
- 株式会社LOCALRESORTS代表取締役CEO[44]
- 株式会社XLOCAL(読み方:クロスローカル)代表取締役CEO[45]

## 受賞
- 第17回、ニッポン新事業創出大賞 経済産業大臣賞と地方創生賞を史上初のダブル受賞[46]。
- 地域イノベーション大賞特別賞を受賞[47]。
- 第4回、日本サービス大賞地方創生大臣賞を受賞[48]。

## 出演番組
- 日経スペシャル カンブリア宮殿 地方に眠る魅力を再発掘 "まちづくりベンチャー"の挑戦〈2024年4月18日、テレビ東京〉[49]。
- BSテレビ東京〈2022年12月28日〉THE MAKERS ～突破の条件～[50]。